# Conan, a pusztító
A Conan, a pusztító (eredeti cím: Conan the Destroyer) 1984-es amerikai fantasyfilm, melyet Richard Fleischer rendezett. A forgatókönyvet Roy Thomas és Gerry Conway történetéből Stanley Mann írta, a Robert E. Howard által megalkotott Conan, a barbár szereplőről. A Conan, a barbár (1982) folytatása. A főbb szerepekben ismét Arnold Schwarzenegger és Mako látható, új szereplőként Grace Jones, Wilt Chamberlain, Tracey Walter és Olivia d’Abo tűnik fel.
1984. június 29-én mutatták be az Amerikai Egyesült Államokban a Universal Pictures forgalmazásában. Magyarországon DVD-n jelent meg szinkronizálva. Általánosságban vegyes kritikákat kapott, az Egyesült Államokban 26,4 és 31 millió dollár közötti bevételt ért el.

## Cselekmény
Conan (Arnold Schwarzenegger) a gonosz Taramis királynő (Sarah Douglas) megbízásából egy tizenéves hercegnőt és annak teljhatalmú testőrét kíséri el biztonságban egy távoli kastélyba, hogy visszaszerezzék Dagoth varázslatos szarvát.
Conan tudta nélkül a királynő azt tervezi, feláldozza a hercegnőt, amikor visszatér és így ő örökli a királyságát, amint a testőr megöli Conant. A királynő tervei nem veszik figyelembe Conan erejét és ravaszságát, valamint segítőinek – a különc varázsló Akiro, a vad nő, Zula és az ügyetlen Malak – képességeit.
A hősnek és szövetségeseinek együtt kell legyőzniük mind a halandó, mind a természetfeletti ellenségeket ezen a kard és varázslat földjére vezető utazáson.

## Szereplők
Megjegyzés: az Internetes Szinkron Adatbázis adatbázisa szerint a film első szinkronos változata hangalámondásos volt, azonban a szinkronhangokról nem tartalmaz információt.
| Színész               | Szerep                                   | Magyar hang (2. magyar változat) |
| --------------------- | ---------------------------------------- | -------------------------------- |
| Arnold Schwarzenegger | Conan                                    | Széles Tamás                     |
| Grace Jones           | Zula                                     | Kisfalvi Krisztina               |
| Wilt Chamberlain      | Bombaata                                 | Vass Gábor                       |
| Mako                  | Akiro                                    | Balázsi Gyula                    |
| Tracey Walter         | Malak                                    | Lippai László                    |
| Sarah Douglas         | Taramis királyné                         | Fehér Anna                       |
| Olivia d’Abo          | Jehnna hercegnő                          | Zsigmond Tamara                  |
| Pat Roach             | Thoth-Amon                               | Palóczy Frigyes                  |
| Jeff Corey            | Nagy vezér                               | Gruber Hugó                      |
| Sven-Ole Thorsen      | Togra                                    |                                  |
| André the Giant       | Dagoth szörnye (stáblistán nem szerepel) |                                  |
| Ferdy Mayne           | A szarvat őrzők vezére                   | Izsóf Vilmos                     |

## Fordítás
- Ez a szócikk részben vagy egészben  a   Conan the Destroyer című angol Wikipédia-szócikk fordításán alapul.  Az eredeti cikk szerkesztőit annak laptörténete sorolja fel. Ez a jelzés csupán a megfogalmazás eredetét és a szerzői jogokat jelzi, nem szolgál a cikkben szereplő információk forrásmegjelöléseként.